# Gamburzew-Gebirge
Das Gamburzew-Gebirge, auch gelegentlich Gamburtsew-Gebirge, benannt nach dem sowjetischen Geophysiker Grigori Alexandrowitsch Gamburzew (engl.: Grigoriy Aleksandrovich Gamburtsev; russ.: Григорий Александрович Гамбурцев), ist ein völlig unter dem Eis der Antarktis verborgener, rund 300.000 km² umfassender Gebirgszug von etwa 1200 km Länge und mit höchsten Erhebungen von 3400 m. Es liegt unter dem ostantarktischen Hochplateau in der Nähe seines höchsten Punkts, des Dome Argus, in der Mitte der Ostantarktis.

## Erforschung

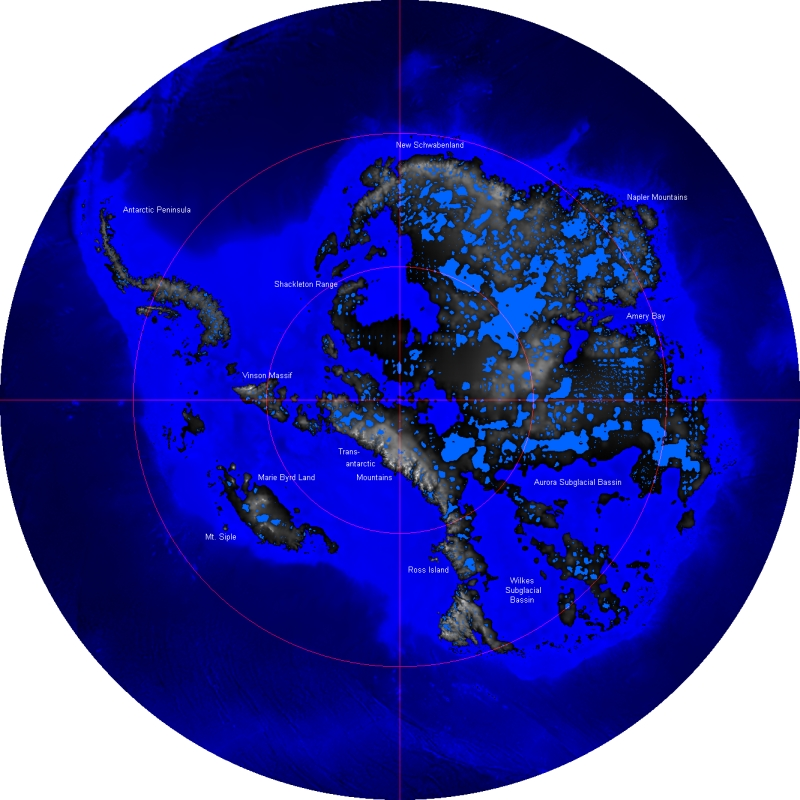
Antarktika ohne Eis. Berücksichtigt sind hier weder der durch die Eisschmelze bedingte Anstieg des Meeresspiegels noch die langfristige Anhebung der Kontinentalmasse durch das wegfallende Gewicht.

Während des dritten internationalen Polarjahres im Jahre 1958 war der Antarktispunkt, der am weitesten von allen Küsten entfernt ist und als der „Südpol der Unzugänglichkeit“ bezeichnet wird, das Ziel einer sowjetischen Expedition. Durch dort in den Untergrund gesendete Schallwellen wurden erste Hinweise auf ein verborgenes Gebirge entdeckt und dieses nach dem sowjetischen Geophysiker Grigorij Aleksandrovič Gamburzew benannt.
Im Januar 2009 stellte ein Team um den Geophysiker Michael Studinger vom Lamont-Doherty Earth Observatory in New York City (USA) bei dem Projekt Antarctica’s Gamburtsev Province (AGAP) durch Radarmessungen und Erfassung der Änderungen des Magnet- und des Schwerefelds der Erde von Bord eines Forschungsflugzeugs fest, dass die über diesem Gebirge befindliche ebene Eisablagerung zwischen 800 und 4000 Metern dick ist. Unter dieser Eisschicht konnte eine Gebirgsform mit steilen Gipfeln, rauen Schluchten und sanften, teils von Flüssigwasserseen ausgefüllten Tälern entdeckt werden, wobei kein einziger Berggipfel aus dem darüber befindlichen Eis herausragt.

### Gebirgserosion
Dass man bei den Untersuchungen statt einer von den vor 35 Millionen Jahren erstmals in der Antarktis gewachsenen Gletschern geschaffenen sanften, abgerundeten Hügellandschaft ein Gebirge fast alpinen Charakters mit spitzen Gipfeln und vielen Zacken gefunden hat, welches der Erosion offensichtlich entgangen war, dafür haben die Forscher bislang noch keine Erklärung. Möglicherweise hat sich damals das Eis viel schneller ausgebreitet, als bisher angenommen. Es steht nur fest, dass nach der Bildung eines festen Eisschildes die Landschaft darunter versiegelt und für viele Millionen Jahre konserviert worden war.

### Gebirgsentstehung
Es existieren mehrere Theorien über die Entstehung des Gamburzew-Gebirges. Die alpine Topographie auf der sehr alten ostantarktischen Landmasse sowie die vermutliche Langlebigkeit des Gebirges sind geologisch sehr ungewöhnlich. Das umfassendste Modell beschreibt die Heraushebung des Gebirges in Verbindung mit einer Riftzone, die 2500 km lang ist und das Gamburzew-Gebirge umgibt. Vor ca. 1 Milliarde Jahren soll sich ein Ursprungs-Kollisionsgebirge gebildet haben, das daraufhin abgetragen wurde. Eine feste und trockene Gebirgswurzel sei dabei erhalten geblieben. Ende des Perm vor ca. 250 Millionen Jahren und noch einmal in der Kreide vor 100 Millionen Jahren habe eine erneute Heraushebung des Gebirges entlang einer Riftzone stattgefunden, die mit dem Afrikanischen Riftsystem vergleichbar ist. Erwärmung und Druckentlastung sollen zum Auftrieb der Krustenwurzel geführt haben. Flüsse und Gletscher formten anschließend das Gebirge und hinterließen Täler und Schluchten. Seit 34 Millionen Jahren ist das Gamburzew-Gebirge von Eis bedeckt und seit mindestens 14 Millionen Jahren ist die Topographie des Gebirges durch die Eisbedeckung nahezu unverändert erhalten geblieben. Diese Theorie wurde aus magnetischen, gravimetrischen und Radar-Messungen erstellt.
Seismische Untersuchungen decken allerdings einige Widersprüche auf. In Tiefen größer als 200 km sind sehr hohe Geschwindigkeiten messbar, die auf eine dicke, alte stabile Lithosphäre hindeuten, deren Verformung, wie oben beschrieben, als eher unwahrscheinlich eingeschätzt wird. Außerdem sind nur sehr geringe Geschwindigkeitsanomalien nachweisbar, die einem Riftsystem wie dem afrikanischen widersprechen. Auch einer Wärmeanomalie widersprechen die fehlenden Geschwindigkeitsanomalien.

### Klimaarchiv
Nach Schätzungen könnte sich unter dem 4 093 Meter hoch gelegenen Dome Argus (Dome A), dem damit höchsten Punkt des antarktischen Eisschildes, etwa 1,2 Millionen Jahre altes Eis befinden. Damit wäre dort ein „Klimaarchiv“ zu finden, welches noch 400 000 Jahre weiter in die Vergangenheit reicht als der Eiskern des 2004 beendeten europäischen Bohrprojektes EPICA. Die Basis für eine Bohrung als weiteres internationales Projekt hat seit Anfang 2009 ein chinesisches Team geschaffen, in dem es den ersten Teil einer neuen Forschungsstation aufbaute und am 2. Februar 2009 die Kunlun-Station als ein Containerdorf auf Stelzen eröffnet hat. Diese Station soll voraussichtlich in fünf bis zehn Jahren ganzjährig betrieben werden.

### Weltraumbeobachtung
Da das extreme Klima von Dome Argus mit seiner besonders trockenen und ruhigen Höhenluft in der Polarnacht einen glasklaren Blick in den Weltraum ermöglicht, wurde 2008 das unbemannte Plateau-Observatorium in Betrieb genommen.